# Schacontia pfeifferi
Schacontia pfeifferi là một loài bướm đêm trong họ Crambidae.